# Pyramorphix

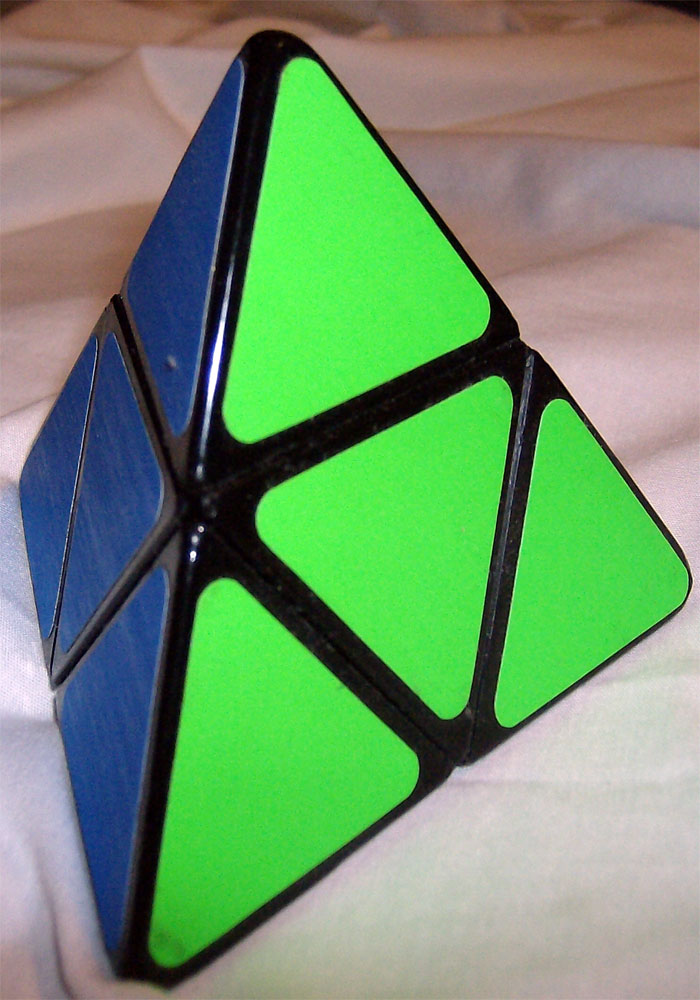
El Pyramorphix resuelto.

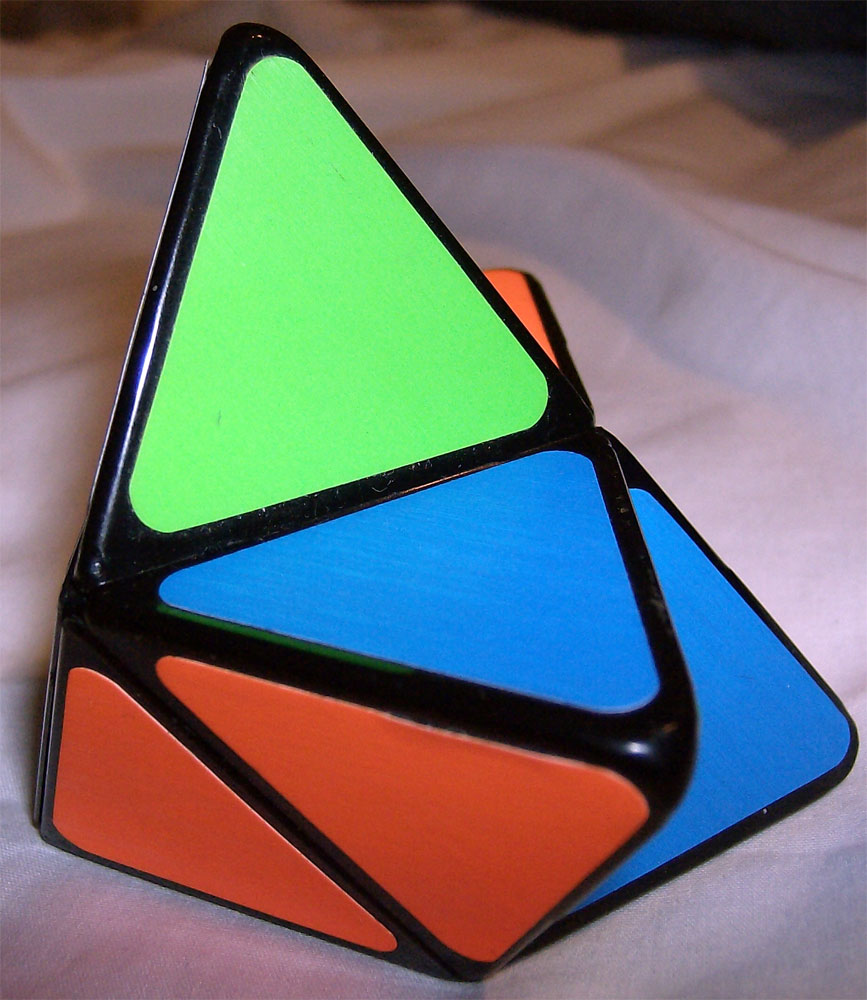
El Pyramorphix, revuelto.

El Pyramorphix (  /ˌpɪrəˈmɔrfɪks/ ), también llamado Pyramorphinx, es un tetraedro de puzzle similar al cubo de Rubik . Tiene 8 piezas móviles para reorganizar, frente a las 20 del Cubo de Rubik. Aunque parece una versión más simple del Pyraminx, es un rompecabezas con un mecanismo idéntico al cubo de bolsillo.

## Descripción
A primera vista, Pyramorphix parece ser un rompecabezas trivial. Se parece al Pyraminx, y su apariencia sugeriría que solo se pueden girar las cuatro esquinas. De hecho, el rompecabezas es un cubo de Rubik 2 × 2 × 2 con una forma especial. Cuatro de las esquinas del cubo se transforman en pirámides y las otras cuatro se transforman en triángulos. El resultado de esto es un rompecabezas que cambia de forma a medida que se gira.
El propósito del rompecabezas es mezclar los colores y la forma, y luego restaurarlo a su estado original de tetraedro con un color por cara.
Aunque su apariencia, párese ser un Pyraminx 2×2×2. Aunque el Pyraminx 2×2×2 giraría solo las esquinas, siendo un rompecabezas trivial.

## Número de combinaciones
El Pyramorphix está disponible con pegatinas  las cuatro piezas piramidales.
{\displaystyle {\frac {8!\times 3^{4}}{24}}=136080}
El Pyramorphix se puede girar alrededor de tres ejes en múltiplos de 90 °. Las esquinas no giran individualmente como en Pyraminx. El Pyramorphix gira de una manera que cambia la posición de las piezas centrales no solo con otras piezas centrales sino también con las piezas de las esquinas, lo que hace una variedad de formas.

## Mastermorphix

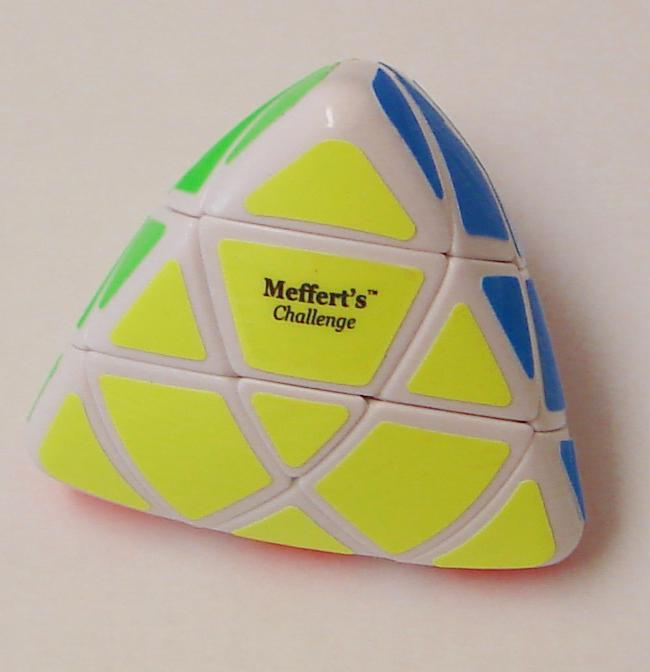
Mastermorphix.

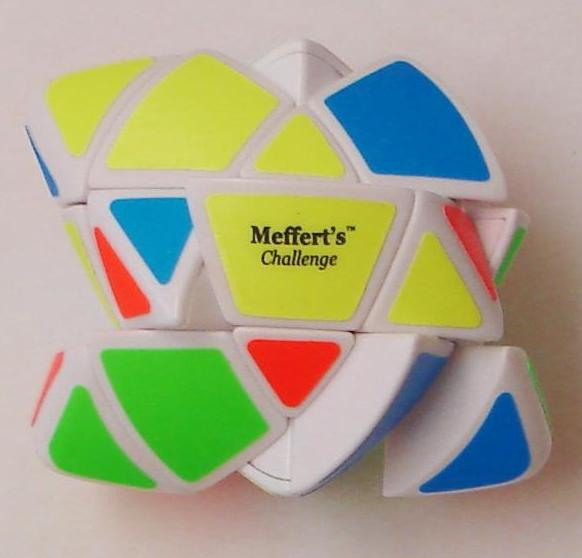
Mastermorphix, color y forma revuelto.

El Mastermorphix, conocido como Master Pyramorphix, es una variante más compleja del Pyramorphix. Al igual que el Pyramorphix, es un rompecabezas tetraédrico de giro de bordes capaz de cambiar de forma a medida que se gira, lo que da lugar a una variedad de formas irregulares. Se han creado variantes diferentes, incluidos rompecabezas de caras planas hechos a medida por fanáticos.
El Mastermorphix consta de 4 piezas de esquina, 4 centros de caras, 6 piezas de borde y 12 piezas de caras no centrales. Al ser un puzzle que gira el borde, las piezas del borde solo giran en su lugar, mientras que el resto de las piezas se pueden permutar. Los centros de las caras y las piezas de las esquinas son intercambiables porque ambas son esquinas, aunque tienen una forma diferente, y las piezas de la cara que no están en el centro pueden voltearse, lo que da lugar a una amplia variedad de formas exóticas a medida que se retuerce el rompecabezas. Si solo se hacen giros de 180 °, es posible mezclar solo los colores mientras se conserva la forma tetraédrica del rompecabezas. Cuando se hacen giros de 90 ° y 180 °, el Mastermorphix ''cambiara de forma''

Sin contar su apariencia, el Mastermorphix es de hecho equivalente a una modificación de forma del cubo de Rubik original de 3x3x3. Sus 4 piezas de esquina en las esquinas y 4 piezas de esquina en los centros de las caras juntas son equivalentes a las 8 piezas de las esquinas del Cubo de Rubik, sus 6 piezas de los bordes son equivalentes a los centros de las caras del Cubo de Rubik y sus piezas de la cara no centrales son equivalentes a las piezas de borde del cubo de Rubik. Por lo tanto, los mismos métodos utilizados para resolver el Cubo de Rubik pueden usarse para resolver el Mastermorphix, con algunas diferencias menores: las piezas centrales son sensibles a la orientación porque tienen dos colores, a diferencia del esquema de coloración habitual utilizado para el Cubo de Rubik, y los centros de la cara no son sensibles a la orientación. En fin, el Mastermorphix se comporta como un cubo de Rubik con un esquema de coloración no estándar donde la orientación de la pieza central importa, y la orientación de 4 de las 8 piezas de esquina no importa, técnicamente.

### Número de combinaciones
El Mastermorphix tiene cuatro esquinas y cuatro centros de caras. Estos pueden intercambiarse entre sí en 8! diferentes caminos. Hay 37 formas de orientar estas piezas, ya que la orientación de la última pieza depende de las siete anteriores, y la textura de las pegatinas hace visible la orientación del centro de la cara. Hay doce piezas faciales no centrales. Estos se pueden voltear de 211 formas y hay 12! / 2 formas de organizarlos. Las tres piezas de un color determinado se distinguen por la textura de las pegatinas. Hay 6 piezas de borde que están fijas en posición entre sí, cada una de las cuales tiene 4 orientaciones posibles. Si el Mastermorphix se resuelve aparte de estas piezas, el número de giros de borde siempre será par, lo que hace 4 6 /2  posibilidades para estas piezas.
{\displaystyle {8!\times 3^{7}\times 12!\times 2^{9}\times 4^{6}}\approx 8.86\times 10^{22}}
El número completo es de 88 580 102 706 155 225 088 000.
Sin embargo, si las pegatinas fueran suaves, se reduciría el número de combinaciones. Habría 34 formas de orientar las esquinas, pero los centros de las caras no tendrían orientaciones visibles. Las tres piezas faciales no centrales de un color dado serían indistinguibles. Dado que hay seis formas de organizar las tres piezas del mismo color y hay cuatro colores, habría 211 × 12! / 6 4 posibilidades para estas piezas.
{\displaystyle {\frac {8!\times 3^{4}\times 12!\times 2^{10}\times 4^{6}}{6^{4}}}\approx 5.06\times 10^{18}}
El número total es 5 062 877 383 753 728 000.